# Брюс Бетлер
Брюс Бетлер (англ. Bruce Alan Beutler; нар. 29 грудня 1957, Чикаго, США) — американський лікар, імунолог і генетик, лауреат Нобелівської премії з фізіології або медицини за 2011 рік (спільно з Жюлем Гоффманом) «за дослідження активації вродженого імунітету» (другу половину премії отримав Ральф Стейнман «за відкриття дендритної клітини та її ролі в адаптивному імунітеті»).

## Сім'я
Брюс Алан Бетлер народився 29 грудня 1957 року в Чикаго, одним з чотирьох дітей у сім'ї відомого гематолога і медичного генетика Ернеста Бетлера (1928–2008), чиї батьки з прийняттям Нюрнберзьких расових законів 1935 року були змушені тікати з Німеччини і осіли в Мілвокі. Бабуся Брюса Бетлера по батьківській лінії, Кет Бетлер (уроджена Італіенер, нім. Käthe Italiener, 1896–1999), була приватним лікарем дітей Магди Геббельс; її чоловік, Альфред Давид Бетлер (1891–1962), також був лікарем.
Дружина — Барбара Бетлер. Діти: Деніел, Елліот та Джонатан.

## Нагороди та визнання
- 2004: Премія Роберта Коха[en] разом з Жулем Гоффманом та Шидзуо Акірою[en][12]
- 2006: Премія Вільяма Колі[en] разом з Шидзуо Акірою[13]
- 2006: Гран-Прі Шарля Леопольда Майера[en][14]
- 2007: Премія Бальцана разом з Жулем Гоффманом[15]
- 2007: Доктор Медицини Honoris causa Мюнхенського технічного університету[16]
- 2007: Frederik B. Bang Award[17]
- 2008: член Національної академії наук США[16]
- 2009: Премія медичного центру Олбані[en][18]
- 2009: щорічна премія Інституту Вілла Роджерса[en] в галузі досліджень
- 2011: Премія Шао разом з Жюлем Гоффманом та Русланом Меджитовим[19]
- 2011: Нобелівська премія з фізіології або медицини
- 2012: член Леопольдини[20]
- 2013: Премія Стенлі Корсмейера[de]
- 2013: член Американської академії мистецтв і наук
- 2015: honoris causa Норвезького університету природничих та технічних наук[21]

## Доробок
- A. Poltorak, X. He, I. Smirnova, M. Y. Liu, C. Van Huffel, X. Du, D. Birdwell, E. Alejos, M. Silva, C. Galanos, M. Freudenberg, P. Ricciardi-Castagnoli, B. Layton, B. Beutler: Defective LPS signaling in C3H/HeJ and C57BL/10ScCr mice: mutations in Tlr4 gene. In: Science. Band 282, Nummer 5396, Dezember 1998, S. 2085–2088, ISSN 0036-8075. PMID 9851930.
- B. Beutler, Z. Jiang, P. Georgel, K. Crozat, B. Croker, S. Rutschmann, X. Du, K. Hoebe: Genetic analysis of host resistance: Toll-like receptor signaling and immunity at large. In: Annual review of immunology. Band 24, 2006, S. 353–389, ISSN 0732-0582. doi:10.1146/annurev.immunol.24.021605.090552. PMID 16551253. (Review).